# Dendelbach (Bibers)
Der Dendelbach ist ein Bach im Landkreis Schwäbisch Hall im nordöstlichen Baden-Württemberg von 4,4 km Länge, der an der Rosengarten-Westheimer Ziegelmühle von rechts und Westen in die Bibers mündet.

## Name
Zwischen 1544 und 1550 wird der Bach als Dennelbach schriftlich erstmals erwähnt. Der Name leitet sich von ahd. tanna 'Tanne' ab. Mit der Zeit wurde im  mhd. *Dennenbach die Lautgruppe /-ennen-/ zu /-ennel-/ dissimiliert und später noch ein /-d-/ (Dendelbach) eingefügt.

## Geographie

### Quelle
Der Dendelbach entspringt auf etwa 486 m ü. NN im südöstlichen Mainhardter Wald zwischen dem südöstlich laufenden Abschnitt der Fichtenberger Rot und dem Kocher auf der Hochebene um Oberrot-Frankenberg. Sein Lauf beginnt meistens am Westrand der sich von Frankenberg nach Nordnordwesten entlang dem nördlichen Sträßchen in Richtung Schwäbisch Hall-Sittenhardt ziehenden Flurbucht, wo es in einem Westbogen das Waldgewann Wolfsberg berührt. Bei stärkerer Trockenheit kann der Bach auch erst in seinem Klingeneinschnitt entstehen, der etwa 200 m weiter östlich einsetzt.

### Verlauf
Von seiner Quelle an zieht der Dendelbach die ersten zweihundert Meter auf der freien Hochebene in flachem Wiesengraben nach Osten und tritt dann in den Eichelwald und seine obere Talklinge ein. Bald darauf folgt ihm die Gemeindegrenze zwischen Rosengarten im Norden und Oberrot im Süden. Etwa 1,3 km unterhalb des Ursprungs fließt ihm von rechts der Siebenbrunnenbach zu, nach weiteren etwa 0,2 km, inzwischen ganz auf Rosengartener Gemarkung, zwischen Eichelberg links und Diehlberg vorne ebenfalls von rechts ein anderer Dendelbach genannter Zufluss aus der Steigenklinge der L 1054. Hiernach kehrt sich der vereinte Bach nach Nordosten und tritt nach insgesamt etwa 2,0 km Bachlauf aus dem geschlossenen Wald in die Rodungsbucht um die Höfe Dendelbach und das Gehöft Renkenbühl, bleibt aber von einer Baumgalerie begleitet.
Im waldfreien Talkessel fließt ihm von links bei einem der Dendelbacher Höfe der Hummelbach zu, worauf er nach Osten weiterfließt, den langen Tiefklingebach von rechts aufnimmt und gleich darauf die L 1054 unterquert, die ihm auf seinem Restlauf links nah begleitet. Nach der Straßenbrücke verlässt er in einem schmalen Wiesenstreifen zwischen dem Beilberg links und der Halden rechts, die beide von unten bis oben bewaldet sind, den Talkessel nach Osten, am Ende der Wiesengasse zwischen ihnen mündet von links der Beilberggraben. Links liegt nun unbewaldet und mit vielen Feldflächen der Rasenberg. Bald erreicht der Bach die Ziegelmühle, an der er unmittelbar neben der Straße aufgestaut ist, und mündet dann nach wenigen Schritten von rechts und als deren letzter und längster Nebenfluss nach einem Lauf von 4,7 km Länge auf 317,4 m ü. NN in die Bibers.

### Einzugsgebiet
Der Dendelbach hat ein Einzugsgebiet von 7,3 km² Größe, das grob dreieckig ist. Die nordwestliche Ecke liegt im Waldgewann Vier Morgen links der Waldstraße von Oberrot-Frankenberg nach Schwäbisch Hall-Sittenhardt, die nordöstliche recht genau östlich davon an der Mündung bei der Westheimer Ziegelmühle, die südliche im östlichen Suhlbühl im beginnenden Wald keine 200 m nördlich des letzten Streugehöfts von Oberrot-Stiershof.
Die Wasserscheide zieht von der Dendelbach-Mündung südlich auf den Kamm des Hörnles und läuft dann ab der Waldgrenze auf diesem nach Südwest. Sie biegt danach südlich ab auf die flache Kuppe des Brenntenwalds. Auf diesem Abschnitt konkurriert jenseits der kleinere Glessbach, der aus dem Taubenloch kommend oberhalb der Bibers in den Kocher mündet. Vom Brenntenwald zieht sie erst südwestlich und dann südlich über die kleine Mulde des Schlichts westlich am dortigen Waldteich vorbei in den Suhlbühl, wo sie ihren südlichsten Punkt erreicht. Konkurrenten sind hier die östlich zum Kocher laufenden Bäche Liensbach und dann Mettelsbach im Norden der Erosionsbucht des Kochers um Gaildorf-Ottendorf.
Vom Suhlbühl folgt die Einzugsgebietsgrenze dann etwa dem Sträßchen auf der Hochebene von Stiersbach über Oberrot-Frankenberg in Richtung Sittenhardt. Die Bäche links dieser Linie entwässern alle zur Fichtenberger Rot, nämlich nacheinander der Stiersbach mit seinen Zuflüssen Reutenklingenbach (2. Ordnung) und Erbsenbach, der Frankenberger Altenbach, der Wolfsbach, der Brenntenbach und schließlich der Söllbach selbst, dem die letzten drei zufließen.
Jenseits der nun nach Osten weiterlaufenden Wasserscheide fällt der Mainhardter Wald in einer Schichtstufe zur Flurbucht der Bibers um Rosengarten-Sanzenbach und -Rieden ab. Deren Zuflüsse sind hier nacheinander der Sanzenbach, der Hellenklingenbach (über den Sanzenbach), die Riedener Riedach und zuletzt der kurze Rasenberggraben, letzter linker Zufluss der Bibers vor dem Dendelbach selbst.
Der größte Teil des Einzugsgebietes gehört zur Gemeinde Rosengarten, ein Saum im Südwesten von weniger als 1,7 km zur Gemeinde Oberrot. Zu diesem gehört im Einzugsgebiet allein der Ort Frankenberg auf der Hochebene, während Renkenbühl, Dendelbach und das Berghaus zu Rosengarten gehören ebenso wie die Ziegelmühle an der Mündung.

### Zuflüsse
Von der Quelle zur Mündung, erhoben aus LUBW-FG10/LUBW-SG10 und TK25. Wo möglich und sinnvoll mit Namen, Mündungsseite, Mündungsort und Länge. Gewässerverläufe, -längen und -flächen bevorzugt nach LUBW, Namen bevorzugt nach TK25. Längen auf volle hundert Meter, Flächen auf Zehntelshektar gerundet. Kursivierte Gewässernamen und Teile davon nach den Quellen, unkursivierte Bezeichnungen sind keine offiziellen oder gängigen Namen.
Ursprung des Dendelbachs auf etwa 486 m ü. NN am Waldrand des Wolfsbergs zu einer schmalen Flurbucht nördlich von Oberrot-Frankenberg am Nordostrand der Oberroter Gemarkung.
- Namenloser Zufluss in einer Klinge von Südwesten, ebenfalls vom Rand der Frankenberger Rodungsinsel, mündet von rechts im Totenwald, 0,4 km lang.
- Siebenbrunnenbach, mündet von rechts, 0,6 km lang. Entsteht im Waldgewann Brandgehrn unmittelbar nordöstlich des auffälligen Waldrandhöckers Frankenbergle.
- Ebenfalls Dendelbach genannter, südsüdwestlicher und etwa 0,4 km kürzerer Quellast aus einer Klinge, mündet von rechts zwischen östlichem Eichelberg und nordwestlichem Diehlberg auf 372,6 m ü. NN,[2] 1,0 km lang. Entsteht wenig östlich des Frankenbergle an der oberen Steige der L 1054, eben noch im Wald.
  - Zeitweiliger Klingenzufluss aus Südwest, von rechts, 0,3–0,5 km lang.[8]
  - Hangquellenzufluss vom Hügelbrunnen her, von rechts, 0,1 km lang.
- Hangquellenzufluss am nordwestlichen Diehlberg-Fuß, von rechts, 0,1 km lang.
- Hummelbach, mündet von links beim mittleren Hof von Westheim-Dendelbach auf knapp 345 m ü. NN,[1] 2,0 km lang. Entsteht auf etwa 440 m ü. NN[1] zwischen den Waldgewannen Lichte Platte im Norden und Mittlerer Knock im Süden und durchläuft das Waldgewann Hummelloch.
  -  Durchfließt im Hummelloch einen Teich von etwa 0,1 ha.
  -   Durchfließt nach seinem Waldaustritt hintereinander zwei Teiche von jeweils unter 0,3 ha.
  - Weinleswaldbach, mündet von rechts unterhalb der Teiche auf etwa 355 m ü. NN,[1] 1,4 km lang. Entsteht zwischen Mittlerem Knock im Norden und Eichelberg im Süden auf etwa 478 m ü. NN.
  -   Zwei Teiche von zusammen 0,1 ha, unmittelbar nach der Weinlesbach-Mündung auf dessen Seite.
- Graben aus einer Gebüschgruppe unterhalb des Hofes Renkenbühl, mündet von rechts, 0,2 km lang.
- Tiefklingenbach, mündet von rechts an der Dendelbach-Brücke der L 1054, 2,5 km lang. Entsteht auf etwa 484 m ü. NN[1] nördlich des Suhlbühls und westlich des Schlichts und läuft größtenteils durch die Tiefe Klinge.
  - Linker Quellast aus einer Klinge mit Steilwänden, mündet von links an der Nordkehre, 0,1 km lang.
- Beilberggraben, mündet von links auf 323 m ü. NN[2] im Gewann Hohlgasse an der Abzweigung der K 2594 nach Uttenhofen von der L 1054, 0,7 km lang. Entsteht am nördlichen Fuß des Beilbergs.

Mündung des Dendelbachs bei der Rosengarten-Westheimer Ziegelmühle auf 317,4 m ü. NN von rechts in die Bibers. Der Bach ist hier 4,7 km lang und hat ein Einzugsgebiet von 7,3 km² hinter sich.

## Landschaft und Schutzgebiete

### Landschaftsbild
Über vier Fünftel des Einzugsgebietes sind bewaldet. Offen sind nur ein schmaler Streifen an der südwestlichen Wasserscheide auf der Hochebene bei Frankenberg, der Grund des Talkessels und die Talmulde und der linke Hang unterhalb desselben. An diesem halten sich Felder und Wiesen die Waage, überall sonst in der offenen Flur dominiert das Grünland.

### Schutzgebiete
Das gesamte Einzugsgebiet gehört zum Naturpark Schwäbisch-Fränkischer Wald. Fast die gesamte offene Flur ab dem Talkessel einschließlich ist Teil des Landschaftsschutzgebietes Dendelbachtal.
Naturdenkmäler sind eine alte Sandgrube bei Frankenberg und eine Streuwiese im Wald auf der Hochfläche, ein Feuchtgebiet bei Dendelbach und eines unmittelbar ober- und unterhalb der Bachbrücke östlich davon.
Im Einzugsbereich des Dendelbachs gibt es zahlreiche geschützte Biotope. Die fast durchweg naturnahen Bachabschnitte des Baches und seiner Zuflüsse stehen ebenso unter Schutz wie einige Schilfröhrichtfelder ab dem Talkessel, ein Sumpfseggenried östlich des Weilers Dendelbach, einige Bruchwälder und ein Moor am Weinleswaldbach, Hummelbach und Tiefklingenbach, Quellzonen, Naßwiesen im Bereich des Ursprungs und ab dem Talkessel und Magerrasen im Bereich alter Sandgruben auf der Hochebene, in und um welche es auch Feldhecken gibt. Hinzu kommt ein Hohlweg im Talkessel.

## Geologie
Die höheren westlichen und südlichen Quellbäche und Zuflüsse entspringen in ähnlicher Höhenlage um 480 m ü. NN. Während aber am Nord- und Südrand des Einzugsgebietes auf dieser Höhe Kieselsandstein (Hassberge-Formation) ansteht, ist dies im mittleren Bereich der Stubensandstein (Löwenstein-Formation). Ursächlich hierfür ist die Neckar-Jagst-Furche, eine weiträumig von Westsüdwest nach Ostnordost ziehenden Senkungszone, die hier als ein Bündel von vier ungefähr parallelen Störungslinien auftritt, die die Schichten von beiden Seiten her in zwei Stufen einsenken. Diese Furche ist auch für die Entstehung der morphologisch auffälligen nahen Kochertal-Engstelle zwischen den Bergen Steinbühls diesseits des Flusstals und des jenseitigen Adelbergs/Buchhorns durch Reliefumkehr verantwortlich. Der Tiefklingenbach entsteht deshalb auf etwa 484 m ü. NN im Kieselsandstein, der Weinleswaldbach auf 478 m ü. NN etwa dagegen im geologisch höheren Stubensandstein. Der Talkessel des Dendelbachtals ist von den zwei nördlichen Störungslinien eingefasst.
Hangabwärts folgen am Nord- und Südhang des Talkessels schnell, am Westhang langsamer die anderen Schichten des Mittelkeupers bis hinunter zum Gipskeuper (Grabfeld-Formation), der seinen Grund ausfüllt. Erst außerhalb des Kessels erreicht der Dendelbach ungefähr am Zufluss des Beilberggrabens den Unterkeuper. Er mündet dann in dessen Übergangsbereich zum Oberen Muschelkalk, läuft aber hier in einem recht breiten Band der schon im Kessel einsetzenden Talfüllungen.
Über der Hammerhalde, dem Nordhang des Talkessels, fällt die als schmaler östlicher Sporn ausgebildete Hochfläche in einem anfänglichen Steilabfall ab, vor dem Blockschutt liegt. Einen ähnlichen Steilabfall zeigen auch die beiden Mündungsdreiecksschenkel der Klinge des Weinleswaldbachs.
Auf der Hochfläche im Westen des Kessels liegen alte Sandgruben, in denen man früher den Stubensandstein abgebaut hat, der dann etwa fürs Scheuern von Stubendielen (Name!) verkauft wurde.